# Bujes
Bujes, Bujés, Buges o Bugés fue un pequeño núcleo rural y municipio de España, hoy desaparecido, situado en la Campiña del Henares, en la Cañada Real Galiana, a medio camino entre Meco (Madrid) y Villanueva de la Torre (Guadalajara). 
Figura en la Relación de aldeas y alcarias de la Alcarria y del Campo de 1469. y en el Diccionario de Madoz figura como Bugés.
En el callejero de Meco está el camino de Bujés, que se dirigía a esa aldea, y en el de Villanueva de la Torre, la calle de Bujés. 

## Historia
Desde el fuero de Guadalajara de 1219 fue cabeza de un sexmo del campo de la comunidad de villa y tierra de Guadalajara. Era una pequeña aldea con su templo, en la que tuvieron casa, entre otros personajes de la nobleza arriacense, el doctor Luis de Lucena y el historiador Francisco de Medina y Mendoza.
En Bujes nació el también doctor Francisco Pérez Cascales, que alcanzó en 1607 el puesto de catedrático de Prima en la Universidad de Sigüenza.
Fue decayendo, aunque todavía en el Censo de Campoflorido, de 1712, quedaban un par de vecinos con sus familias. En la guerra civil española quedó arruinada la iglesia, el último edificio de la aldea, que se terminó de derribar en la segunda mitad del siglo XX. Los terrenos de Bujes y aledaños pertenecían a una familia nobiliaria (marquesa de...) que terminó por venderlos a particulares. Hoy en día la zona está ocupada por unas cuantas fincas dedicadas a la cría caballar.
En el Diccionario geográfico-estadístico-histórico de Madoz, es descrita como sigue:

v. agregada al ayunt. de Meco (1/2 leg.), en la prov. aud. terr. y c. g. de Madrid (7), part. jud. de Alcalá de Henares (2), dióc. de Toledo (19): SIT. entre dos cerros, la combaten en general los vientos N. y S. y su CLIMA produce algunas tercianas : tiene 5 CASAS algunos pozos de buen agua, y una iglesia parr. (la Concepción) servida por un párroco, cuyo curato es de entrada, y se provee en concurso general; en las afueras se encuentra un paseo pequeño con poco arbolado: confina el término N. Villanueva de la Torre á 1/4 leg, E. Camarma del caño, á primera 1 Meco á 1/2 , y O. Azuguera á primera, brota en él una fuente de buen agua con el título de Valdegallego. El TERRENO es de mediana calidad , y le atraviesa un arroyo del mismo nombre que la v. el que sigue su curso pasando por la pobl. al término de Meco y desagua en el Nares: sus CAMINOS dirigen á los pueblos limítrofes.  El CORREO se recibe de la adm. de la cab. de part. los martes, jueves y sábados, y salen los mismos días.  PROD.: trigo, cebada, centeno y demás clases de granos y semillas, vino y aceite; mantiene ganado lanar y mular, cria caza de liebres y conejos; hay alguna pesca menor. POBL.: 3 vec.  16 alm.  CAP. PROD.: 180,000 rs. IMP.: 7,200. CONTR.: 451 rs. 18 mrs.
Diccionario geográfico-estadístico-histórico de España y sus posesiones de Ultramar..